# Råby Rubin

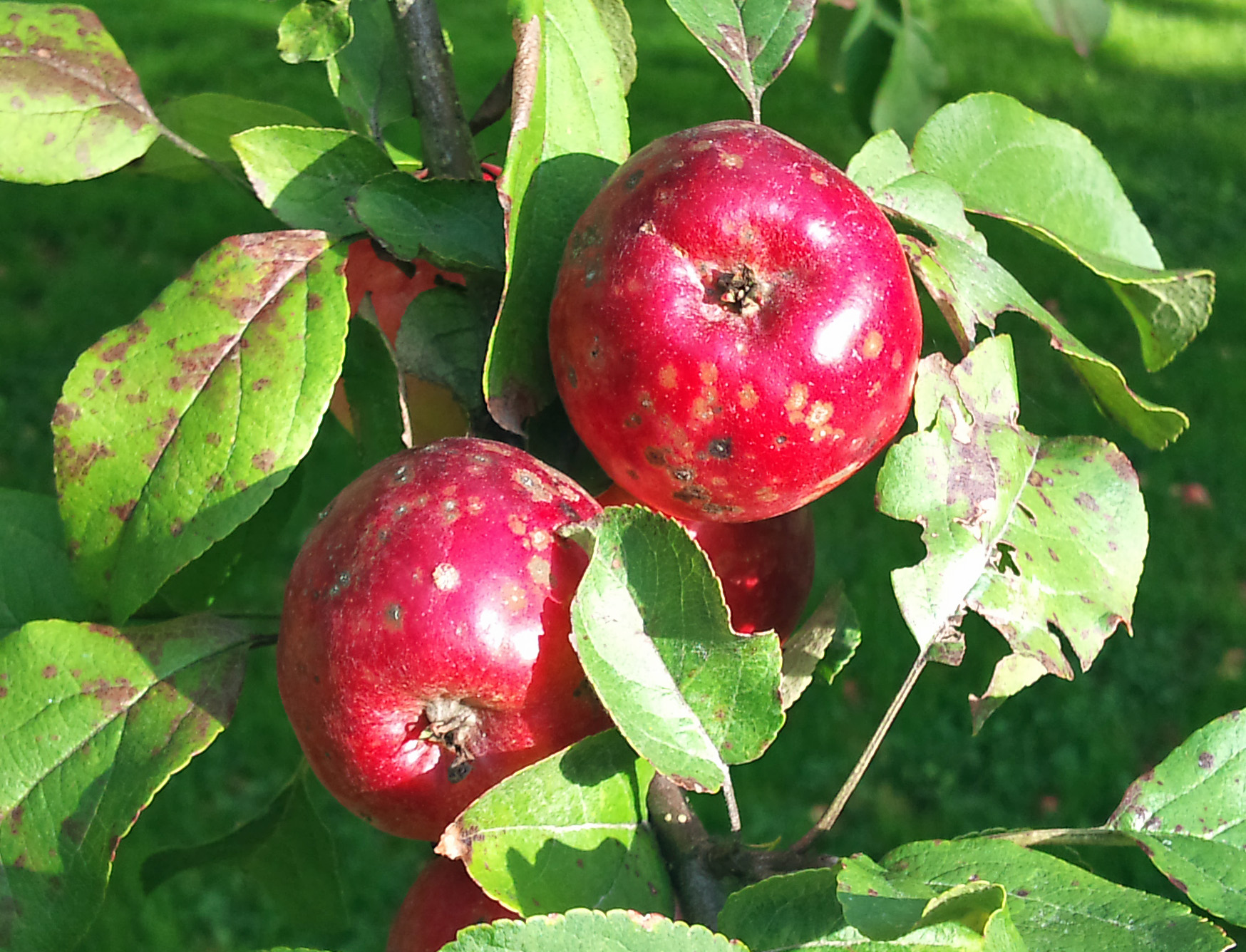
Råby Rubin på Julita gård i mitten av september

Råby Rubin är en äppelsort som har fått sitt namn från Råby gård i Västmanland, där äpplet sägs ha sitt ursprung. Äpplet är relativt litet, och dess skal som är tunt och glänsande, är rött och gulaktigt. Köttet är fast och syrligt. Råby Rubin mognar i oktober och kan därefter lagras till, omkring, december. I Sverige odlas Råby Rubin gynnsammast i zon 1-5.